# Зеновія Кушпета
Кушпета Зеновія (17 липня 1952, м. Порт-Артурі (Тандер-Бей), 700 км на північ від Торонто) — канадійка українського походження. Видатна піаністка, педагогиня, громадянська діячка в соціальній сфері, пластунка. Виступала з концертами в Канаді, США та Європі. Лауреатка Відзнаки імені бл. Омеляна Ковча (2013). Засновниця спільнот Лярш—Ковчег [Архівовано 23 лютого 2017 у Wayback Machine.], Емаус [Архівовано 29 березня 2017 у Wayback Machine.] на території України, співзасновниця Навчально-реабілітаційного центру «Джерело» у Львові. Почесний доктор УКУ (2019).

## Дитячі та юнацькі роки
Батько Зені Кушпети  з-під Бродів, мама виросла в Перемишлі. Від молодих літ батько брав активну участь у громадському житті, був членом ОУН. Батьки тікали від радянської влади через Чехію, потім жили кілька років в Австрії. Саме там тато захистився на доктора політичних наук, там же, в Інсбруку, народилася сестра. В 1948-му родина емігрувала до Канади.
Від народження вдома чула лише українську мову і виховувалася в патріотичному дусі. Мама і тато брали участь в діяльності громадських організацій українців у Канаді. Батьки весь час пильнували, щоб діти спілкувалися тільки українською навіть на подвір'ї з дітьми, якщо ні, то забирали їх додому. Не сміли зайвого слова англійською сказати! Удень дівчинка ходила до канадської школи, а ввечері — до української, на курси українознавства, а також до «Пласту».
Ще з раніх років Зеня любила співати і охоче повторяла за сестрою музичні етюди, бо мала добрий слух. Батьки віддали її вчитися гри на піаніно до пані Бризгун-Соколик, потім у старшому віці — до української піаністки Марти Кравців-Барабаш.  Ще у шкільному віці брала участь у різних конкурсах, концертах, вигравала призи, нагороди, стипендії.
Після закінчення бакалаврату вчилася три роки в Консерваторії Пібоді Університету Джона Гопкінса в Балтиморі у піаніста світової слави Леон Флайшер, водночас могла концертувати у Канаді, Америці й Європі. Закінчила магістерку за спеціальністю фортепіано на концертному відділенні.

## Початок нового життя…
З 1978 року пані Зеня прожила довгих два роки у Франції, центрі європейської культури, щодня ходила на концерти, балети, в оперу. Орендувала маленьку кімнатку, а для заробітку вчила дітей гри на фортепіано, грала в балетній школі. Заробляла мінімум, який давав їй змогу ходити на концерти, знайомитися культурою, мистецтвом. Але два роки минуло, і вона зрозуміла: треба починати серйозно працювати, час повертатися. Це був 1980 рік. Зеня повернулася додому, в Канаду, відразу дістала роботу в Університеті Квінс, м. Кінгстон, де музичний відділ очолював український піаніст Іриней Жук. Чотири роки вчила студентів гри на фортепіано. Водночас працювала в консерваторії у Торонто. А поміж тим давала концерти: трохи з оркестрами, трохи сольні. Виступала в Канаді, США, Німеччині, Франції.
Та раптом у 1984 році вона зрозуміла, що чогось бракує. Начебто дуже щаслива людина, має багато можливостей — але давалася взнаки нереалізованість її як соціального працівника. Вирішила на один рік перервати музичну кар'єру і зайнятися волонтерством, жити з найбільш убогими десь в Африці, Індії чи в Азії. В її університеті був такий офіс, де давали поради молодим людям, які хотіли бути волонтерами. Але її розчарували, сказали що з її фахом ніде не потребують: у Південній Америці треба володіти португальською чи іспанською, в інших країнах потрібні лікарі, інженери-будівельники, професіональні вчителі англійської, і тільки в одному місці написано: «Не потрібно жодної кваліфікації». І це була спільнота «Лярш» у Річмонд-Гілл, Онтаріо (передмістя Торонто). Але вона не здавалася. Отримавши список різних організацій у світі, згадала про статтю, яку шість років тому читала в літаку, подорожуючи вперше до Франції. Пригадала назву — «Лярш». І це не було десь в Індії чи Африці, а тут, під боком, вона ж сама з Торонто!
Енергійна, повна сили і завзяття Зеня відразу подзвонила, домовилася, пішла туди асистентом. Асистенти — це молодь, яка хоче жити разом з розумово неповносправними людьми. Це не працівники, які відробляють вісім годин і йдуть додому, вони живуть сім'ями, як брати і сестри. Молодь там перебуває рік, два, п'ять або залишається на все життя. І рік прожила з сімома друзями (так у «Лярші» називають розумово неповносправних осіб). Саме тоді в Канаді масово закривали інституції для розумово неповносправних — інтернати, будинки інвалідів, сиротинці — і до Ляршу привезли дівчину Роузі, яка змінила все її життя. Вона була кругла сирота, мала здеформоване тіло і глибоку розумову неповносправність: не вміла сама їсти, навіть самостійно ходити. Роузі мала двадцять один рік, а здавалася семирічною дитиною, важила двадцять кілограмів. Її привезли з дитячого закладу, хоча давно мали перевести в дорослий, але, маленька на зріст, вона загубилася між дітьми. Коли поїхали у той заклад подивитися, як Роузі там жила, то вжахнулися — в неї було дитяче ліжечко, а зверху натягнена сітка, наче в клітці. Коли її привезли, дівчина боялася людей, тікала в куток, дуже кричала, не розмовляла. Усі разом намагалися їй допомогти, і Роузі почала помаленьку відкриватися. З одного боку, дуже неповносправна, але з другого — надзвичайно вільна людина, вона була сама собою. Перебуваючи біля Роузі, Зеня усвідомила, наскільки ціле життя боялася бути сама собою, а була тою, якою хотіли мене бачити мої батьки, громада, церква, і в тому всьому губилася її особистість. Успішна піаністка, вона водночас відчувала внутрішню пустку, до кінця не розуміла, для чого існує на цій землі.
Зрештою вона покинула життя успішного музиканта, викладача університету, щоб жити в спільноті з розумово неповносправними? — спочатку, як минув рік, вона повернулася концертувати і вчити, але велику частину її душі вже завоював «Лярш», Роузі, життя спільноти. Один день на тиждень, а потім і на всі вихідні Зеня вирушала туди, допомагала, працювала, влітку їздила з тамтешніми друзями і волонтерами на вакації, запрошувала їх у гості, брала до себе Роузі. Через рік-два зрозуміла, що найщасливіша тоді, коли перебуває у спільноті. Щораз менше займалася музикою, а дедалі більше волонтерувала тут. І через кілька років знову пішла жити в «Лярш». Спочатку йшла до тієї спільноти, щоб комусь допомогти, але швидко зрозуміла: «я тут більше отримую, ніж віддаю». З одного боку, наші друзі потребують нашої присутності, любові, підтримки, допомоги, з другого — дарують нам багато на рівні серця, на рівні емоційному, чуттєвому, духовному. Саме тут вона  зрозуміла, що то є її покликання. Живучи там, багато зрозуміла про себе, про Бога, дуже змінилися життєві цінності. Неповносправні закликають нас до автентичності, бо вони справжні, не вміють робити із себе щось інше, ніж вони є, натягати якісь маски, підлаштовуватися під умовності, підніматися на п'єдестали. Роузі могла бути тільки точно тим, ким вона є. А ми всі біля неї і коло інших друзів побачили, як то прекрасно бути тим, ким ти є. Ми отримували велику віддачу у площині щирих, правдивих людських стосунків.

## Жити мрією про Україну
Пані Зеня жила Україною в Канаді завжди, але навіть не мріяла там опинитися, бо всі знали: там панує режим і думали, що поїхати туди ніколи не зможемо. Дуже прагнули незалежної України, та не уявляли, що це станеться так скоро, ще за нашого життя.
Хоч народилася Зеня Кушпета в Канаді, але, на диво, все життя відчувала себе там емігранткою. Ніколи не почувалася канадкою, сильно відчувала своє коріння, свою ідентичність. Подумала, що в Україні також, напевно, є особи розумово неповносправні… Рік чи два вагалася. Тоді попросила спільноту, чи вони б не відправили її волонтером в Україну, щоб розвідати ситуацію. Вперше пані Зеня приїхала на Україну у липні 1991 року, за три тижні перед путчем, тоді ще ніхто не знав, що розлетиться Радянський Союз… І перші враження що охопили її — це відчуття наскільки тут люди натерпілися, на мить співвідчула ті всі репресії, насилля влади, а водночас зрозуміла, наскільки це її, її корені, її люди. Відразу прийшла думка: «для того я і народилася, щоб тут жити і працювати». Тоді здивувала всезагальна мовчазність, закритість, відчувала не до кінця довіру між людьми, отой пострадянський страх відкритися. Ніхто нічого не питав одне в одного. Але це було в перші часи її перебування в Україні, але з 1992 року все почало оживати…
Спочатку пані Зеня як волонтерка допомагала товариству «Надія», це організація, яку 1991 року у Львові заснували батьки дітей з ДЦП. Вони мріяли створити перший дитячий садочок для таких дітей. Але, по-перше, треба було вирішити проблему пересування. Отож вона на Різдво поїхала до Канади і назбирала там грошей в української громади на мікроавтобус. А 1993 року разом з батьками з «Надії» створили навчально-реабілітаційний центр «Джерело» з першими групами для неповносправних дітей. Окрім того, вона постійно шукала розумово неповносправних осіб, питала по парафіях, по церквах, відвідувала родини й агітувала їх, щоб створити спільноту. Бачила, що такі люди часто не мали жодної підтримки. Багато з них не виходили за чотири стіни, їхні близькі соромилися їх. Водночас вона почала збирати молодь, яка б хотіла творити спільноту «Віра і світло». (У мережі спільнот «Лярш» ми живемо разом з особами розумово неповносправними і працюємо в майстернях, а у «Вірі і світлі» молодь разом із сім'ями, які мають таких дітей, творять при церквах спільноти, котрі кілька разів на місяць зустрічаються, їздять у табори, збираються для спілкування, для дружби.) У травні 1992 року була зорганізована перша зустріч спільноти «Віра і світло» в Україні, на яку прийшло близько десятка родин з розумово неповносправними дітьми і дванадцять молодих людей, переважно студентів різних навчальних закладів. І з того розпочалися такі зустрічі регулярно: розповідали про себе, грали в ігри, співали, святкували, молилися разом. Для батьків таких дітей, звиклих до неуваги, то було дивно і водночас відрадно, що хтось їх запросив, хтось хоче з ними бути, молоді люди прагнуть знайомитися і дружити з їхніми дітьми. Наступного року спільнота «Віра і світло» відкрилася в Тернополі, туди приїздив засновник «Ляршу» і «Віри і світла» у світі — Жан Ваньє. Після Тернополя — у Києві. Також створено спільноти на Закарпатті (Хуст, Тячів, Ужгород), у Кам'янці-Подільському, Жовкві, Стрию, Житомирі та Трускавці — разом 28 спільнот по Україні.
З часом стало зрозуміло, що друзям мало зустрічатися на вихідні у спільнотах «Віра і світло», адже решту часу вони змушені сидіти у закутках своїх помешкань, у самотності, ізоляції. Звідси слідувало, що їх треба задіяти, дати їм можливість щось робити. Тоді виникла ідея організувати майстерні. Спочатку була одна майстерня, потім створили ще, тепер у Львові їх чотири. Наші друзі роблять свічки, коралі з бісеру, плетуть сумочки, а поміж тим моляться, спілкуються, куховарять, чаюють, святкують дні народження. Одне слово, разом з асистентами-помічниками творять спільноту дружби і взаємопідтримки.
Такими кроками був підготовлений ґрунт для створення першої спільноти «Лярш» («Ковчег») в Україні. І саме у березні 2007 року було визнано першу спільноту «Лярш» в Україні. 